# 黑鰭枝牙鰕虎
黑鰭枝牙鰕虎（学名：Stiphodon percnopterygionus）为鰕虎科枝牙鰕虎魚屬下的一个种。

## 特徵
本魚體延長略成圓柱狀，後部側扁，頭略小，前方較平扁。吻短而平扁，眼大，上側位，眼間隔寬。體側被有櫛鱗。雄魚體色變化大，呈淡棕色，帶有金黃色光澤，頭部藍青色，眼下具一垂線，體側鱗片基部具有黑褐色斑，第一背鰭3、4硬棘特別長。雌魚呈淡米黃色而透明，體側具有2條黑褐色縱線。尾鰭基部具一黑斑，第二背鰭具3-4列褐色點紋，背鰭2個，第一背鰭硬棘4枚；第二背鰭硬棘1枚，背鰭軟條10-11枚；臀鰭硬棘1枚；臀鰭軟條10枚；胸鰭軟條14枚，體長可達5公分。

## 分布與生態
本魚分布於亞洲琉球群島、臺灣、大洋洲帛琉、關島及馬里亞那群島的淡水水域，偏愛礫石底質、水流清澈且藻類生長茂密的溪流。雌魚將卵產在岩石下方，幼魚孵化後會順流而下至下游半鹹水域，直至成魚時再游回淡水溪流。